# Peter Hempel
Peter Hempel (ur. 30 kwietnia 1959 w Bernau bei Berlin) – niemiecki kajakarz, trzykrotny mistrz świata, olimpijczyk. W czasie swojej kariery sportowej reprezentował Niemiecką Republikę Demokratyczną.

## Kariera sportowa
Zdobył brązowy medal w wyścigu kajaków jedynek (K-1) na dystansie 500 metrów, przegrywając jedynie z Vasile Dîbą z Rumunii i Uładzimirem Parfianowiczem ze Związku Radzieckiego, a także zajął 5. miejsce w wyścigu dwójek (K-2) na 1000 metrów (w parze z Joachimem Matternem) na mistrzostwach świata w 1978 w Belgradzie. Ponownie zdobył brązowy medal w konkurencji jedynek na 500 metrów na mistrzostwach świata w 1979 w Duisburgu, za Parfianowiczem i Johnem Sumegi z Australii. Na igrzyskach olimpijskich w 1980 w Moskwie startował razem z Harrym Nolte w wyścigu dwójek na 1000 metrów, zajmując w finale 5. miejsce.
Zwyciężył w wyścigu czwórek (K-4) na 1000 metrów (w osadzie z Rüdigerem Helmem, Frankiem-Peterem Bischofem i Haraldem Margiem) oraz zajął 6. miejsce w konkurencji jedynek na 500 metrów na mistrzostwach świata w 1981 w Nottingham. Na mistrzostwach świata w 1982 w Belgradzie wywalczył dwa srebrne medale: w wyścigu jedynek na 500 metrów (za Parfianowiczem, a przed Larsem-Erikiem Mobergiem ze Szwecji) i w wyścigu czwórek na 1000 metrów z Bischoffem, Helmem i Margiem, a na mistrzostwach świata w 1983 w Tampere zwyciężył w czwórkach na 500 metrów i zdobył srebrny medal na 1000 metrów (na obu dystansach z Andreasem Stähle, Helmem i Margiem).
Zdobył dwa medale w wyścigach czwórek na mistrzostwach świata w 1985 w Mechelen: złoty na 500 metrów (w osadzie z André Wohllebe, Frankiem Fischerem i Heiko Zinke) oraz brązowy na 100 metrów (z Guido Behlingiem, Hansem-Jörgiem Bliesenerem i Stähle).
Zdobył wiele medali mistrzostw NRD. Na dystansie 500 metrów był mistrzem w jedynkach w 1978, 1979 i 1982, w dwójkach w 1981 i 1982 oraz w czwórkach w 1983 i 1985, wicemistrzem w jedynkach w 1980, 1981 i 1984 oraz w czwórkach w 1986, a także brązowym medalistą w czwórkach w 1977
. Na dystansie 1000 metrów zwyciężał w dwójkach w 1978 i 1980 oraz w czwórkach w latach 1981–1984 i 1987, a w 1986 zdobył srebrny medal w czwórkach.